# László Bálint
László Bálint (Budapest, 1º febbraio 1948) è un allenatore di calcio ed ex calciatore ungherese, di ruolo difensore.

## Palmarès

### Giocatore

#### Club
- Campionato ungherese: 3

Ferencvaros: 1967, 1968, 1975-1976
- Coppa d'Ungheria: 4

Ferencvaros: 1971-1972, 1973-1974, 1975-1976, 1977-1978
- Campionato belga: 1

Club Bruges: 1979-1980
- Supercoppa del Belgio: 1

Club Bruges: 1980

#### Nazionale
- Argento olimpico: 1

Monaco di Baviera 1972